# Konzultant (věda)
Konzultant je osoba, se kterou se studenti vysokých škol radí při zpracování svých závěrečných prací (bakalářské, diplomové, dizertační). Jedná se o odborníka z praxe nebo vědeckého pracovníka, který studentovi napomáhal svoji odborností. Konzultant se uplatňuje v těch případech, kdy nemůže studenta vést jeho školitel, například kvůli širokému záběru práce.